# Der gefährlichste Job Alaskas/Episodenliste
Diese Liste enthält alle Episoden der US-amerikanischen Dokumentarfilmserie Der gefährlichste Job Alaskas, sortiert nach der US-amerikanischen Erstausstrahlung. Die Fernsehserie umfasst derzeit fünfzehn Staffeln mit 239 Episoden sowie Specials, Highlights (Best of Season), Hintergrundepisoden über die Filmaufnahmen (Behind the Scenes) und Miniserien (After The Catch).

## Staffel 1
| Nr. (ges.) | Nr. (St.) | Deutscher Titel              | Originaltitel         | Erstausstrahlung USA | Deutschsprachige Erstausstrahlung (D) |
| ---------- | --------- | ---------------------------- | --------------------- | -------------------- | ------------------------------------- |
| 1          | 1         | Kein Zurück für Grünschnäbel | Greenhorns            | 12. Apr. 2005        | —                                     |
| 2          | 2         | Schlaflose Nächte            | Long Sleepless Nights | 19. Apr. 2005        | —                                     |
| 3          | 3         | Mann über Bord               | Lady Luck             | 26. Apr. 2005        | —                                     |
| 4          | 4         | Gegen die Zeit               | Beat the Clock        | 3. Mai 2005          | —                                     |
| 5          | 5         | Tödlicher Winter             | Dead of Winter        | 10. Mai 2005         | —                                     |
| 6          | 6         | Die Todesfahrt               | Man Overboard         | 17. Mai 2005         | —                                     |
| 7          | 7         | Die Hoffnung stirbt zuletzt  | High Hopes            | 24. Mai 2005         | —                                     |
| 8          | 8         | Ein großer Coup              | Good Fishing          | 31. Mai 2005         | —                                     |
| 9          | 9         | Die Uhr tickt                | The Clock's Ticking   | 7. Juni 2005         | —                                     |
| 10         | 10        | Die Stunde des Siegers       | The Final Run         | 14. Juni 2005        | —                                     |

## Staffel 2
| Nr. (ges.) | Nr. (St.) | Deutscher Titel                   | Originaltitel           | Erstausstrahlung USA | Deutschsprachige Erstausstrahlung (D) |
| ---------- | --------- | --------------------------------- | ----------------------- | -------------------- | ------------------------------------- |
| 11         | 1         | Die Beringsee ruft                | Heading Out to Sea      | 28. März 2006        | —                                     |
| 12         | 2         | Macht euch auf was gefasst        | Batten Down the Hatches | 4. Apr. 2006         | —                                     |
| 13         | 3         | Jagdfieber                        | On the Crab             | 11. Apr. 2006        | —                                     |
| 14         | 4         | Stimmungstief                     | The Finish Line         | 18. Apr. 2006        | —                                     |
| 15         | 5         | Volle Tanks und Dollarregen       | Friends and Rivals      | 25. Apr. 2006        | —                                     |
| 16         | 6         | Der Countdown läuft               | A New Hunt Begins       | 2. Mai 2006          | —                                     |
| 17         | 7         | Meuterei auf der "Cornelia Marie" | Smoke on the Water      | 9. Mai 2006          | —                                     |
| 18         | 8         | Kampf gegen das Eis               | Man vs. Ice             | 16. Mai 2006         | —                                     |
| 19         | 9         | Am Limit                          | On the Edge             | 23. Mai 2006         | —                                     |
| 20         | 10        | Am Rande des Wahnsinns            | Pribilof Stare          | 30. Mai 2006         | —                                     |
| 21         | 11        | Gnadenlos                         | Race Against the Ice    | 6. Juni 2006         | —                                     |
| 22         | 12        | Zahltag                           | Cashing In              | 13. Juni 2006        | —                                     |

## Staffel 3
| Nr. (ges.) | Nr. (St.) | Deutscher Titel             | Originaltitel            | Erstausstrahlung USA | Deutschsprachige Erstausstrahlung (D) |
| ---------- | --------- | --------------------------- | ------------------------ | -------------------- | ------------------------------------- |
| 23         | 1         | Ein tragischer Start        | A Tragic Beginning       | 3. Apr. 2007         | —                                     |
| 24         | 2         | Gnadenloser Ozean           | The Unforgiving Sea      | 10. Apr. 2007        | —                                     |
| 25         | 3         | 40 Stunden ohne Schlaf      | Pain and Paybacks        | 17. Apr. 2007        | —                                     |
| 26         | 4         | Rettung in letzter Sekunde  | Cheating Death           | 24. Apr. 2007        | —                                     |
| 27         | 5         | Goldrausch in der Beringsee | Bering Sea Salvation     | 1. Mai 2007          | —                                     |
| 28         | 6         | Endspurt                    | The Last Lap             | 8. Mai 2007          | —                                     |
| 29         | 7         | Im Eisregen                 | New Beginnings           | 15. Mai 2007         | —                                     |
| 30         | 8         | Winterstürme                | Caught in the Storm      | 22. Mai 2007         | —                                     |
| 31         | 9         | Die Würfel sind gefallen    | Crossing the Line        | 29. Mai 2007         | —                                     |
| 32         | 10        | Die Leiden der Greenhorns   | Trials of the Greenhorns | 5. Juni 2007         | —                                     |
| 33         | 11        | Packeis und offenes Wasser  | Ice and Open Water       | 12. Juni 2007        | —                                     |
| 34         | 12        | Ein eisiges Ende            | A Frozen Finish          | 19. Juni 2007        | —                                     |

## Staffel 4
| Nr. (ges.) | Nr. (St.) | Deutscher Titel           | Originaltitel            | Erstausstrahlung USA | Deutschsprachige Erstausstrahlung (D) |
| ---------- | --------- | ------------------------- | ------------------------ | -------------------- | ------------------------------------- |
| 35         | 1         | Holt sie heim             | Get ’Em Back Safe!       | 15. Apr. 2008        | 30. Aug. 2008                         |
| 36         | 2         | Raus aus dem Spiel        | Striking Out             | 15. Apr. 2008        | 4. Sep. 2008                          |
| 37         | 3         | Jede Krabbe zählt         | A Numbers Game           | 22. Apr. 2008        | 11. Sep. 2008                         |
| 38         | 4         | Volles Risiko             | Unsafe and Unsound       | 29. Apr. 2008        | 18. Sep. 2008                         |
| 39         | 5         | Kein Erbarmen             | No Mercy                 | 6. Mai 2008          | 25. Sep. 2008                         |
| 40         | 6         | Gegen die Uhr             | Racing the Clock         | 13. Mai 2008         | 2. Okt. 2008                          |
| 41         | 7         | Auf der Jagd              | Seeking the Catch        | 20. Mai 2008         | 9. Okt. 2008                          |
| 42         | 8         | Nichts für alte Männer    | No Season for Old Men    | 27. Mai 2008         | 16. Okt. 2008                         |
| 43         | 9         | Winterstürme              | Storm Season             | 3. Juni 2008         | 23. Okt. 2008                         |
| 44         | 10        | Ärger an Deck             | Blow Up                  | 10. Juni 2008        | 30. Okt. 2008                         |
| 45         | 11        | Lehrstunde für Anfänger   | Big Weather, Big Trouble | 17. Juni 2008        | 6. Nov. 2008                          |
| 46         | 12        | Fischen kann tödlich sein | Mortal Men               | 24. Juni 2008        | 13. Nov. 2008                         |
| 47         | 13        | Frisches Blut             | Fresh Blood              | 1. Juli 2008         | 27. Nov. 2008                         |
| 48         | 14        | Neue Gezeiten             | Changing Tides           | 8. Juli 2008         | 4. Dez. 2008                          |
| 49         | 15        | Die Bering-See-Demenz     | Catch as Catch Can       | 15. Juli 2008        | 11. Dez. 2008                         |
| 50         | 16        | Die Saison geht zu Ende   | The Final Hour           | 22. Juli 2008        | 18. Dez. 2008                         |

## Staffel 5
| Nr. (ges.) | Nr. (St.) | Deutscher Titel               | Originaltitel                          | Erstausstrahlung USA | Deutschsprachige Erstausstrahlung (D) |
| ---------- | --------- | ----------------------------- | -------------------------------------- | -------------------- | ------------------------------------- |
| 51         | 1         | Auf die Plätze, fertig, los!  | Everything on the Line                 | 14. Apr. 2009        | 25. Apr. 2010                         |
| 52         | 2         | Das Zeichen am Himmel         | Red Skies in the Morning               | 21. Apr. 2009        | 2. Mai 2010                           |
| 53         | 3         | Wer nicht aufpasst, stirbt    | Stay Focused or Die                    | 28. Apr. 2009        | 9. Mai 2010                           |
| 54         | 4         | Augen zu und durch            | Put Up or Shut Up                      | 5. Mai 2009          | 16. Mai 2010                          |
| 55         | 5         | Die Zerreißprobe              | Long Haul, Short Fuses                 | 12. Mai 2009         | 23. Mai 2010                          |
| 56         | 6         | Plan B                        | Deadline                               | 19. Mai 2009         | 30. Mai 2010                          |
| 57         | 7         | Auf der Zielgeraden           | Down to the Wire                       | 26. Mai 2009         | 6. Juni 2010                          |
| 58         | 8         | Die ewig wütende Beringsee    | Payback Time                           | 2. Juni 2009         | 13. Juni 2010                         |
| 59         | 9         | Nur eine Chance               | No Second Chances                      | 9. Juni 2009         | 20. Juni 2010                         |
| 60         | 10        | Wenn's kommt, dann dicke      | Sea of Misery                          | 16. Juni 2009        | 27. Juni 2010                         |
| 61         | 11        | Meilenweit vom rettenden Ufer | Lockout                                | 23. Juni 2009        | 4. Juli 2010                          |
| 62         | 12        | Jedem seine Hölle             | A Slap in the Face or Kick in the Butt | 30. Juni 2009        | 11. Juli 2010                         |
| 63         | 13        | Jagdfieber                    | Ends of the Earth                      | 7. Juli 2009         | 18. Juli 2010                         |
| 64         | 14        | Bittere Tränen                | Bitter Tears                           | 14. Juli 2009        | 25. Juli 2010                         |
| 65         | 15        | Tage der Abrechnung           | Day of Reckoning                       | 21. Juli 2009        | 1. Aug. 2010                          |
| 66         | 16        | Rettet unsere Seelen          | Shipwrecked                            | 28. Juli 2009        | 8. Aug. 2010                          |

## Staffel 6
| Nr. (ges.) | Nr. (St.) | Deutscher Titel            | Originaltitel                | Erstausstrahlung USA | Deutschsprachige Erstausstrahlung (D) |
| ---------- | --------- | -------------------------- | ---------------------------- | -------------------- | ------------------------------------- |
| 67         | 1         | Leinen los!                | Slow Burn                    | 13. Apr. 2010        | 5. Sep. 2010                          |
| 68         | 2         | Zurück an Deck             | Breaking 'Em In              | 20. Apr. 2010        | 12. Sep. 2010                         |
| 69         | 3         | Sturmwarnung               | Sea Tested                   | 27. Apr. 2010        | 19. Sep. 2010                         |
| 70         | 4         | Sprung ins kalte Wasser    | Bering Sea Swim Club         | 4. Mai 2010          | 26. Sep. 2010                         |
| 71         | 5         | Mitten im Nirgendwo        | Arctic Quest                 | 11. Mai 2010         | 3. Okt. 2010                          |
| 72         | 6         | Tückische Untiefen         | False Pass                   | 18. Mai 2010         | 10. Okt. 2010                         |
| 73         | 7         | Gefangen im Hafen          | When Hell Freezes Over       | 25. Mai 2010         | 17. Okt. 2010                         |
| 74         | 8         | Kampf mit dem Eis          | We’re Not in Kansas Anymore… | 1. Juni 2010         | 24. Okt. 2010                         |
| 75         | 9         | Im Felsenmeer              | Glory Days                   | 8. Juni 2010         | 31. Okt. 2010                         |
| 76         | 10        | Rettung in höchster Not    | The Darkened Seas            | 15. Juni 2010        | 7. Nov. 2010                          |
| 77         | 11        | Vom Kurs abgekommen        | Blown Off Course             | 22. Juni 2010        | 14. Nov. 2010                         |
| 78         | 12        | Drama auf Saint Paul       | Empty Throne                 | 29. Juni 2010        | 21. Nov. 2010                         |
| 79         | 13        | Zwischen Hoffen und Bangen | Cain and Abel                | 6. Juli 2010         | 28. Nov. 2010                         |
| 80         | 14        | Stürmische Zeiten          | Redemption Day               | 13. Juli 2010        | 5. Dez. 2010                          |
| 81         | 15        | Abschied von Phil Harris   | Valhalla                     | 20. Juli 2010        | 12. Dez. 2010                         |
| 82         | 16        | Kämpfen bis zum Ende       | Endless                      | 27. Juli 2010        | 19. Dez. 2010                         |

## Staffel 7
| Nr. (ges.) | Nr. (St.) | Deutscher Titel              | Originaltitel                          | Erstausstrahlung USA | Deutschsprachige Erstausstrahlung (D) |
| ---------- | --------- | ---------------------------- | -------------------------------------- | -------------------- | ------------------------------------- |
| 83         | 1a        | Aufbruch ins Ungewisse (1)   | New Blood                              | 12. Apr. 2011        | 3. Juli 2011                          |
| 83         | 1b        | Aufbruch ins Ungewisse (2)   | New Blood                              | 12. Apr. 2011        | 10. Juli 2011                         |
| 84         | 2         | Aller Anfang ist schwer      | Proving Grounds                        | 19. Apr. 2011        | 17. Juli 2011                         |
| 85         | 3         | Volle Konzentration          | Old Age and Treachery                  | 26. Apr. 2011        | 24. Juli 2011                         |
| 86         | 4         | Der Kraftakt                 | Breaking Point                         | 3. Mai 2011          | 31. Juli 2011                         |
| 87         | 5         | Auf Kollisionskurs           | A Wing and a Prayer                    | 10. Mai 2011         | 7. Aug. 2011                          |
| 88         | 6         | Volltreffer                  | Exit Wounds                            | 17. Mai 2011         | 14. Aug. 2011                         |
| 89         | 7         | Drogen an Bord               | Thick as Thieves                       | 24. Mai 2011         | 21. Aug. 2011                         |
| 90         | 8         | Stürmisches Finale           | Graduation Day                         | 31. Mai 2011         | 6. Sep. 2011                          |
| 91         | 9         | Unter Beschuss               | Sea Change                             | 7. Juni 2011         | 16. Okt. 2011                         |
| 92         | 10        | Notfall auf hoher See        | Frontier Medicine                      | 14. Juni 2011        | 23. Okt. 2011                         |
| 93         | 11        | Zornige Götter               | Birds, Bones and Blood                 | 21. Juni 2011        | 30. Okt. 2011                         |
| 94         | 12        | Dicke Luft                   | It’s Not All Mai Tais and Yahtzee      | 28. Juni 2011        | 6. Nov. 2011                          |
| 95         | 13        | Die Piraten-Schule           | Pirate School                          | 5. Juli 2011         | 13. Nov. 2011                         |
| 96         | 14        | Herbe Verluste               | The Island                             | 12. Juli 2011        | 20. Nov. 2011                         |
| 97         | 15        | Rollentausch                 | I Smell a Nightmare                    | 19. Juli 2011        | 27. Nov. 2011                         |
| 98         | 16        | Abgerechnet wird zum Schluss | Mohawks & Madness, Goodness & Gladness | 26. Juli 2011        | 4. Dez. 2011                          |

## Staffel 8
| Nr. (ges.) | Nr. (St.) | Deutscher Titel           | Originaltitel          | Erstausstrahlung USA | Deutschsprachige Erstausstrahlung (D) |
| ---------- | --------- | ------------------------- | ---------------------- | -------------------- | ------------------------------------- |
| 99         | 1         | Ein neues Abenteuer       | The Gamble             | 10. Apr. 2012        | 27. Mai 2012                          |
| 100        | 2         | Die Entscheidung          | Turf War               | 17. Apr. 2012        | 3. Juni 2012                          |
| 101        | 3         | Revierkämpfe              | Weak Links             | 24. Apr. 2012        | 10. Juni 2012                         |
| 102        | 4         | Die Wette                 | The Hook               | 1. Mai 2012          | 17. Juni 2012                         |
| 103        | 5         | Motorschaden              | Alien Abduction        | 8. Mai 2012          | 24. Juni 2012                         |
| 104        | 6         | Lebenszeichen             | Vital Signs            | 15. Mai 2012         | 1. Juli 2012                          |
| 105        | 7         | Auf Biegen und Brechen    | I Don’t Wanna Die      | 22. Mai 2012         | 8. Juli 2012                          |
| 106        | 8a        | Nachwehen                 | The Aftermath          | 29. Mai 2012         | 21. Okt. 2012                         |
| 106        | 8b        | Katzenjammer              | The Aftermath          | 29. Mai 2012         | 28. Okt. 2012                         |
| 107        | 9         | Eiszeit                   | Nowhere to Go But Down | 5. Juni 2012         | 4. Nov. 2012                          |
| 108        | 10        | Wettlauf gegen die Zeit   | Rise and Fall          | 12. Juni 2012        | 11. Nov. 2012                         |
| 109        | 11        | Existenzkampf             | No Exit                | 19. Juni 2012        | 18. Nov. 2012                         |
| 110        | 12        | Müde Knochen              | Collision Course       | 26. Juni 2012        | 25. Nov. 2012                         |
| 111        | 13        | Schräglage                | Landlocked             | 3. Juli 2012         | 2. Dez. 2012                          |
| 112        | 14        | Alles auf Anfang          | Fearless Leaders       | 10. Juli 2012        | 9. Dez. 2012                          |
| 113        | 15        | Schwere Last              | Release the Beast      | 17. Juli 2012        | 16. Dez. 2012                         |
| 114        | 16a       | Ein schmerzhafter Verlust | The Bitter, Bloody End | 24. Juli 2012        | 23. Dez. 2012                         |
| 114        | 16b       | Wachablösung              | The Bitter, Bloody End | 24. Juli 2012        | 30. Dez. 2012                         |

## Staffel 9
| Nr. (ges.) | Nr. (St.) | Deutscher Titel              | Originaltitel                   | Erstausstrahlung USA | Deutschsprachige Erstausstrahlung (D) |
| ---------- | --------- | ---------------------------- | ------------------------------- | -------------------- | ------------------------------------- |
| 115        | 1         | Meuterei in der Beringsee    | Mutiny on the Bering Sea        | 16. Apr. 2013        | 25. Sep. 2013                         |
| 116        | 2         | Hinterrücks                  | Dagger in the Back              | 23. Apr. 2013        | 2. Okt. 2013                          |
| 117        | 3         | Blutspuren                   | Blood in the Morning            | 30. Apr. 2013        | 9. Okt. 2013                          |
| 118        | 4         | Auf Irrwegen                 | The Crooke & The Tangler        | 7. Mai 2013          | 16. Okt. 2013                         |
| 119        | 5         | Tag der Abrechnung           | Judgement Day                   | 14. Mai 2013         | 23. Okt. 2013                         |
| 120        | 6         | Schlag ins Gesicht           | Fist to the Face                | 21. Mai 2013         | 30. Okt. 2013                         |
| 121        | 7         | Abschied von Jake            | Goodbye Jake                    | 28. Mai 2013         | 6. Nov. 2013                          |
| 122        | 8         | Mit Pauken und Trompeten     | Kicking off with a Bang         | 4. Juni 2013         | 13. Nov. 2013                         |
| 123        | 9         | Der Jahrhundertsturm         | The Storm of the Season         | 11. Juni 2013        | 20. Nov. 2013                         |
| 124        | 10        | Feindesland                  | Sleeping with the Enemy         | 18. Juni 2013        | 27. Nov. 2013                         |
| 125        | 11        | Schluss mit lustig           | We're Not Gonna Take It         | 25. Juni 2013        | 4. Dez. 2013                          |
| 126        | 12        | Gefährliche Schieflage       | Listing Lover                   | 2. Juli 2013         | 11. Dez. 2013                         |
| 127        | 13        | Startschwierigkeiten         | So You Wanna Be a Boat Owner... | 9. Juli 2013         | 18. Dez. 2013                         |
| 128        | 14        | Hart wie Stahl               | Ship of Iron, Men of Steel      | 16. Juli 2013        | 1. Jan. 2014                          |
| 129        | 15        | Treibgut                     | Man Overboard                   | 23. Juli 2013        | 8. Jan. 2014                          |
| 130        | 16a       | Die letzte Schlacht – Teil 1 | The Final Battle                | 30. Juli 2013        | 15. Jan. 2014                         |
| 130        | 16b       | Die letzte Schlacht – Teil 2 | The Final Battle                | 30. Juli 2013        | 22. Jan. 2014                         |

## Staffel 10
| Nr. (ges.) | Nr. (St.) | Deutscher Titel            | Originaltitel                       | Erstausstrahlung USA | Deutschsprachige Erstausstrahlung (D) |
| ---------- | --------- | -------------------------- | ----------------------------------- | -------------------- | ------------------------------------- |
| 131        | 1a        | Saisonbeginn (Teil 1)      | Careful What You Wish For           | 22. Apr. 2014        | 26. Feb. 2015                         |
| 131        | 1b        | Saisonbeginn (Teil 2)      | Careful What You Wish For           | 22. Apr. 2014        | 26. Feb. 2015                         |
| 132        | 2         | Familienangelegenheiten    | Family Affair                       | 29. Apr. 2014        | 27. Feb. 2015                         |
| 133        | 3         | Darwins Gesetz             | Darwin's Law                        | 6. Mai 2014          | 27. Feb. 2015                         |
| 134        | 4         | Gegen das Gesetz           | Against The Law                     | 13. Mai 2014         | 19. März 2015                         |
| 135        | 5         | Gekentert                  | On The Rocks                        | 20. Mai 2014         | 26. März 2015                         |
| 136        | 6         | Maschinenausfall           | Falling Down                        | 27. Mai 2014         | 2. Apr. 2015                          |
| 137        | 7         | Verschollen auf See        | Lost At Sea                         | 3. Juni 2014         | 9. Apr. 2015                          |
| 138        | 8         | Cornelia Marie Blue        | Cornelia Marie Blue                 | 10. Juni 2014        | 16. Apr. 2015                         |
| 139        | 9         | Kapitän Harris Junior      | Skipper Harris In Training          | 17. Juni 2014        | 23. Apr. 2015                         |
| 140        | 10        | Seemannstochter            | Fisherman’s Daughter                | 24. Juni 2014        | 30. Apr. 2015                         |
| 141        | 11        | Blonder Ehrgeiz            | Blonde Ambition                     | 1. Juli 2014         | 7. Mai 2015                           |
| 142        | 12        | Frau am Steuer             | Women Drivers                       | 8. Juli 2014         | 14. Mai 2015                          |
| 143        | 13        | Der größte Fang            | Greatest Game Ever Finished         | 15. Juli 2014        | 21. Mai 2015                          |
| 144        | 14        | Mandy packt an             | Breaking Mandy                      | 22. Juli 2014        | 28. Mai 2015                          |
| 145        | 15        | Sabotage                   | Sabotage                            | 29. Juli 2014        | 4. Juni 2015                          |
| 146        | 16a       | Dramatische Wende (Teil 1) | “You’ll Know My Name Is The Lord …” | 5. Aug. 2014         | 11. Juni 2015                         |
| 146        | 16b       | Dramatische Wende (Teil 2) | “You’ll Know My Name Is The Lord …” | 5. Aug. 2014         | 11. Juni 2015                         |

## Staffel 11
| Nr. (ges.) | Nr. (St.) | Deutscher Titel             | Originaltitel                  | Erstausstrahlung USA | Deutschsprachige Erstausstrahlung (D) |
| ---------- | --------- | --------------------------- | ------------------------------ | -------------------- | ------------------------------------- |
| 147        | 1a        | Ein Streich zum Start       | A Brotherhood Tested           | 14. Apr. 2015        | 14. Juni 2016                         |
| 147        | 1b        | Krabbenfieber               | A Brotherhood Tested           | 14. Apr. 2015        | 21. Juni 2016                         |
| 148        | 2         | Zu spät zur Party           | Prodigal Son                   | 21. Apr. 2015        | 28. Juni 2016                         |
| 149        | 3         | Das norwegische Geheimnis   | The Ultimatum                  | 28. Apr. 2015        | 5. Juli 2016                          |
| 150        | 4         | Taifun Nuri (Teil 1)        | Super Typhoon (1)              | 5. Mai 2015          | 12. Juli 2016                         |
| 151        | 5         | Taifun Nuri (Teil 2)        | Super Typhoon (2)              | 12. Mai 2015         | 26. Juli 2016                         |
| 152        | 6         | Das ewige Talent            | Wasted Talent                  | 19. Mai 2015         | 2. Aug. 2016                          |
| 153        | 7         | Allein am Steuer            | Heavy Lies the Crown           | 26. Mai 2015         | 9. Aug. 2016                          |
| 154        | 8         | Nachtfahrt                  | Zero Hour                      | 2. Juni 2015         | 16. Aug. 2016                         |
| 155        | 9         | Weihnachten auf See         | Hell's Bell's                  | 9. Juni 2015         | 23. Aug. 2016                         |
| 156        | 10        | Der Störfaktor              | Lunatic Fringe                 | 16. Juni 2015        | 30. Aug. 2016                         |
| 157        | 11        | Der junge Kapitän           | New Captain on the Block       | 23. Juni 2015        | 6. Sep. 2016                          |
| 158        | 12        | In der Waschmaschine        | 5-Year Storm (1)               | 30. Juni 2015        | 13. Sep. 2016                         |
| 159        | 13        | Fünf lange Sekunden         | 5-Year Storm (2)               | 14. Juli 2015        | 20. Sep. 2016                         |
| 160        | 14        | Der Lehrer und sein Schüler | Bite the Hand                  | 21. Juli 2015        | 27. Sep. 2016                         |
| 161        | 15        | Blut und Schmerzen          | New Blood, Old Wounds          | 28. Juli 2015        | 4. Okt. 2016                          |
| 162        | 16        | Super Bowl auf See          | Beastmode                      | 4. Aug. 2015         | 18. Okt. 2016                         |
| 163        | 17        | Das Eis kommt               | I'm the Captain                | 11. Aug. 2015        | 25. Okt. 2016                         |
| 164        | 18a       | Die letzt Runde             | We Have Not Yet Begun to Fight | 18. Aug. 2015        | 1. Nov. 2016                          |
| 164        | 18b       | Volle Tanks                 | We Have Not Yet Begun to Fight | 18. Aug. 2015        | 15. Nov. 2016                         |

## Staffel 12
| Nr. (ges.) | Nr. (St.) | Deutscher Titel                     | Originaltitel          | Erstausstrahlung USA | Deutschsprachige Erstausstrahlung (D) |
| ---------- | --------- | ----------------------------------- | ---------------------- | -------------------- | ------------------------------------- |
| 165        | 1a        | Carpe Diem (1)                      | Carpe Diem (1)         | 29. März 2016        | 17. Jan. 2017                         |
| 165        | 1b        | Carpe Diem (2)                      | Carpe Diem (2)         | 29. März 2016        | 24. Jan. 2017                         |
| 166        | 2         | Haftbefehl                          | First Timers           | 5. Apr. 2016         | 31. Jan. 2017                         |
| 167        | 3         | Undank ist der Welten Lohn          | No Good Deed ...       | 12. Apr. 2016        | 7. Feb. 2017                          |
| 168        | 4         | Die "Schwedischen Zwillinge"        | Swedish Twins          | 19. Apr. 2016        | 14. Feb. 2017                         |
| 169        | 5         | Der 1-Million-Dollar-Fang           | Million-Dollar-Bet     | 26. Apr. 2016        | 21. Feb. 2017                         |
| 170        | 6         | Verletzungsrisiko: 100%             | 100% Injury Rate       | 3. Mai 2016          | 28. Feb. 2017                         |
| 171        | 7         | Vertrauensbruch                     | Cold War               | 10. Mai 2016         | 7. März 2017                          |
| 172        | 8         | Der Winter naht                     | Winter is Coming       | 17. Mai 2016         | 14. März 2017                         |
| 173        | 9         | Sturmfahrt                          | Into the Gale          | 24. Mai 2016         | 21. März 2017                         |
| 174        | 10        | Bewährungsprobe                     | Proving Grounds        | 31. Mai 2016         | 28. März 2017                         |
| 175        | 11        | Plötzlich Kapitän                   | Raw Deal               | 7. Juni 2016         | 4. Apr. 2017                          |
| 176        | 12        | Machtworte                          | Settling the Score     | 14. Juni 2016        | 11. Apr. 2017                         |
| 177        | 13        | Erst die Arbeit, dann der Nachwuchs | Fire at Sea (1)        | 21. Juni 2016        | 18. Apr. 2017                         |
| 178        | 14        | Feuer im Maschinenraum              | Fire at Sea (2)        | 5. Juli 2016         | 25. Apr. 2017                         |
| 179        | 15        | Blut und Stiefelstress              | Blood & Guts           | 12. Juli 2016        | 9. Mai 2017                           |
| 180        | 16        | Der Krabbenball                     | Life or Death Decision | 19. Juli 2016        | 16. Mai 2017                          |
| 181        | 17        | Salz im Trinkwasser                 | The Widowmaker (1)     | 26. Juli 2016        | 23. Mai 2017                          |
| 182        | 18        | Trouble mit Tommy                   | The Widowmaker (2)     | 26. Juli 2016        | 30. Mai 2017                          |
| 183        | 19        | Herzinfarkt                         | The Widowmaker (3)     | 2. Aug. 2016         | 6. Juni 2017                          |
| 184        | 20        | Lektionen des Lebens                | The Widowmaker (4)     | 2. Aug. 2016         | 6. Juni 2017                          |

## Staffel 13
| Nr. (ges.) | Nr. (St.) | Deutscher Titel                   | Originaltitel              | Erstausstrahlung USA | Deutschsprachige Erstausstrahlung (D) |
| ---------- | --------- | --------------------------------- | -------------------------- | -------------------- | ------------------------------------- |
| 185        | 1         | Neustart in unbekannten Gewässern | Uncharted Territory        | 11. Apr. 2017        | 30. Jan. 2018                         |
| 186        | 2         | Wenn das Meer sich erwärmt        | Seismic Shift              | 18. Apr. 2017        | 6. Feb. 2018                          |
| 187        | 3         | Giftiger Qualm                    | Down in Flames             | 25. Apr. 2017        | 13. Feb. 2018                         |
| 188        | 4         | Rückschläge und Gegenwind         | Crushing Blows             | 2. Mai 2017          | 20. Feb. 2018                         |
| 189        | 5         | Voller Einsatz unterm Vollmond    | Bad Moon                   | 9. Mai 2017          | 27. Feb. 2018                         |
| 190        | 6         | Leck unter Deck                   | Hail Mary, Full of Crab    | 16. Mai 2017         | 6. März 2018                          |
| 191        | 7         | Mit neuer Crew zum Kabeljau       | Poisoned at Sea            | 23. Mai 2017         | 13. März 2018                         |
| 192        | 8         | Sturm und Fang und Diagnosen      | 40-Foot Monsters           | 30. Mai 2017         | 20. März 2018                         |
| 193        | 9         | Kurs auf Russland                 | The Russian Line           | 6. Juni 2017         | 27. März 2018                         |
| 194        | 10        | Hansens Rückkehr                  | Back to the Killing Season | 13. Juni 2017        | 3. Apr. 2018                          |
| 195        | 11        | Wellen von allen Seiten           | Hurricane Alley            | 20. Juni 2017        | 10. Apr. 2018                         |
| 196        | 12        | Im arktischen Sturm               | Arctic Mega Storm          | 27. Juni 2017        | 17. Apr. 2018                         |
| 197        | 13        | Der Aufständische                 | Dead-Stick                 | 11. Juli 2017        | 24. Apr. 2018                         |
| 198        | 14        | Im Schutz der Insel               | 450 Mile Storm             | 18. Juli 2017        | 1. Mai 2018                           |
| 199        | 15        | Mobbing auf der Brenna A          | Respect Earned             | 1. Aug. 2017         | 8. Mai 2018                           |
| 200        | 16        | Tiefer Fall                       | Man Down                   | 8. Aug. 2017         | 15. Mai 2018                          |
| 201        | 17        | Hillstrands letzter Fang          | Hillstrand's Last Catch    | 15. Aug. 2017        | 22. Mai 2018                          |
| 202        | 18        | Das Notsignal                     | Lost At Sea                | 22. Aug. 2017        | 29. Mai 2018                          |
| 203        | 19        | Noch einmal alles geben!          | Last Damn Arctic Storm     | 29. Aug. 2017        | 5. Juni 2018                          |

## Staffel 14
| Nr. (ges.) | Nr. (St.) | Deutscher Titel                 | Originaltitel       | Erstausstrahlung USA | Deutschsprachige Erstausstrahlung (D) |
| ---------- | --------- | ------------------------------- | ------------------- | -------------------- | ------------------------------------- |
| 204        | 1         | Neue Strategien, neue Allianzen | Battle Lines        | 10. Apr. 2018        | 12. Juni 2018                         |
| 205        | 2         | Freund oder Feind?              | First Blood         | 17. Apr. 2018        | 19. Juni 2018                         |
| 206        | 3         | Das große Misstrauen            | Dead in the Water   | 24. Apr. 2018        | 26. Juni 2018                         |
| 207        | 4         | Das Diesel-Desaster             | Salt Wounds         | 1. Mai 2018          | 3. Juli 2018                          |
| 208        | 5         | Angeschlagen                    | Collision Void      | 8. Mai 2018          | 10. Juli 2018                         |
| 209        | 6         | Kampf mit dem Hurrikan          | Arctic Hurricane    | 15. Mai 2018         | 17. Juli 2018                         |
| 210        | 7         | Volles Boot, leere Batterie     | Clash of Kings      | 22. Mai 2018         | 31. Juli 2018                         |
| 211        | 8         | Das Logbuch des Vaters          | Becoming Captain    | 29. Mai 2018         | 7. Aug. 2018                          |
| 212        | 9         | Von Bruder zu Bruder            | Purgatory           | 5. Juni 2018         | 27. Sep. 2018                         |
| 213        | 10        | Verfluchter Winter              | Winter's Curse      | 12. Juni 2018        | 4. Okt. 2018                          |
| 214        | 11        | Skipper verzweifelt gesucht     | Blackout            | 19. Juni 2018        | 11. Okt. 2018                         |
| 215        | 12        | Zwei sind einer zu viel         | Winter's Fury       | 26. Juni 2018        | 18. Okt. 2018                         |
| 216        | 13        | Ein Unglück kommt selten allein | Captain Conflict    | 3. Juli 2018         | 25. Okt. 2018                         |
| 217        | 14        | Feuertaufe in schwerer See      | Baptism by Fire     | 10. Juli 2018        | 1. Nov. 2018                          |
| 218        | 15        | Sturm unterm Supermond          | Supermoon Storm     | 17. Juli 2018        | 8. Nov. 2018                          |
| 219        | 16        | Sturz in die Beringsee          | Greenhorn Overboard | 31. Juli 2018        | 15. Nov. 2018                         |
| 220        | 17        | Rivalen im Revier               | Turf Wars           | 7. Aug. 2018         | 22. Nov. 2018                         |
| 221        | 18        | Ärger mit dem Anker             | No Safe Harbor      | 14. Aug. 2018        | 29. Nov. 2018                         |
| 222        | 19        | Eine Frage des Respekts         | Blood and Water     | 21. Aug. 2018        | 6. Dez. 2018                          |
| 223        | 20        | Der Lohn der Tüchtigen          | Storm Surge         | 28. Aug. 2018        | 13. Dez. 2018                         |

## Staffel 15
| Nr. (ges.) | Nr. (St.) | Deutscher Titel        | Originaltitel   | Erstausstrahlung USA | Deutschsprachige Erstausstrahlung (D) |
| ---------- | --------- | ---------------------- | --------------- | -------------------- | ------------------------------------- |
| 224        | 1         | Kampf der Kapitäne     | Battle of Kings | 10. Apr. 2019        | 16. Feb. 2020                         |
| 225        | 2         | Jäger des Schwarms     | Super Swarm     | 17. Apr. 2019        | 23. Feb. 2020                         |
| 226        | 3         | Rivalen und Verbündete | Rival Survival  | 24. Apr. 2019        | 23. Feb. 2020                         |

## Specials
| Nr. | Deutscher Titel             | Originaltitel                  | Erstausstrahlung USA | Deutschsprachige Erstausstrahlung (D) |
| --- | --------------------------- | ------------------------------ | -------------------- | ------------------------------------- |
| 1   | Die gefährlichsten Momente  | Roughest and Toughest Moments  | 19. Juli 2009        | 10. Juli 2011                         |
| 2   | In Gedenken an Phil Harris  | Captain Phil Harris Remembered | 20. Juli 2010        | 26. Dez. 2010                         |
| 3   | Vorsicht, Greenhorns!       | Greenhorns                     | 7. Juni 2011         | 12. Feb. 2012                         |
| 4   | Leichtmatrosen und Seebären | Deckhands                      | 10. Apr. 2012        | 7. Okt. 2012                          |
| 5   | Auge um Auge                | Best Brawls                    | 17. Apr. 2012        | 30. Sep. 2012                         |
| 6   | In Lebensgefahr             | Near Death                     | 24. Apr. 2012        | 14. Okt. 2012                         |
| 7   | -                           | Revelations                    | 31. Juli 2012        | —                                     |
| 8   | -                           | Legend of the Time Bandit      | 16. Apr. 2013        | —                                     |

## Highlights
| Nr. | Deutscher Titel  | Originaltitel    | Erstausstrahlung USA | Deutschsprachige Erstausstrahlung (D) |
| --- | ---------------- | ---------------- | -------------------- | ------------------------------------- |
| 1   | Spezial          | Best of Season 1 | 26. März 2006        | —                                     |
| 2   | Highlights       | Best of Season 2 | 27. März 2007        | —                                     |
| 3   | Best of Season 3 | 25. Apr. 2008    | —                    |                                       |
| 4   | Highlights       | Best of Season 4 | 7. Apr. 2009         | —                                     |
| 5   | Highlights 2     | Best of Season 5 | 4. Apr. 2010         | 22. Aug. 2010                         |
| 6   | Highlights 3     | Best of Season 6 | 5. Apr. 2011         | 16. Juli 2011                         |
| 7   | Highlights 4     | Best of Season 7 | 3. Apr. 2012         | 20. Mai 2012                          |
| 8a  | Highlights 5     | An Epic Season   | 9. Apr. 2013         | 19. Mai 2013                          |
| 8b  | Highlights 6     | An Epic Season   | 9. Apr. 2013         | 26. Mai 2013                          |

## Making-of
Hintergrundepisoden über die Filmaufnahmen starteten mit Staffel 3 der Serie.
| Nr. | Deutscher Titel | Originaltitel     | Zusammenfassung     | Erstausstrahlung USA | Deutschsprachige Erstausstrahlung (D) |
| --- | --------------- | ----------------- | ------------------- | -------------------- | ------------------------------------- |
| 1   | Backstage       | Behind the Scenes | Making-of Staffel 3 | 26. Juni 2007        | 27. Juli 2008                         |
| 2   | Backstage 2     | Behind the Scenes | Making of Staffel 4 | 22. Juli 2008        | 25. Dez. 2008                         |
| 3   | Making Of       | Behind the Scenes | Making of Staffel 5 | 27. Juli 2009        | 15. Aug. 2010                         |
| 4   | Making Of 2     | Behind the Scenes | Making of Staffel 6 | 25. Juli 2010        | 2. Jan. 2011                          |
| 5   | Making Of 3     | Behind the Scenes | Making of Staffel 7 | 26. Juli 2011        | 11. Dez. 2011                         |
| 6   | Making Of 4     | Behind the Scenes | Making of Staffel 8 | 7. Aug. 2012         | 6. Jan. 2013                          |
| 7   | Making Of 5     | Behind the Scenes | Making of Staffel 9 | 15. Apr. 2014        | 18. Sept.2014                         |

## Miniserien
Ab der 3. Staffel der Serie wurde auch jeweils eine Miniserie ausgestrahlt. Diese bestehen vorwiegend aus einer Diskussionsrunde der Kapitäne mit einem Moderator, in der Szenen der vergangenen Fangsaison besprochen werden. Hierbei werden zum Teil auch Crew-Mitglieder einbezogen.

### Serie 1
| Nr. | Deutscher Titel | Originaltitel    | Erstausstrahlung USA | Deutschsprachige Erstausstrahlung (D) |
| --- | --------------- | ---------------- | -------------------- | ------------------------------------- |
| 1   | —               | Overboard        | 29. Mai 2007         | —                                     |
| 2   | —               | Man vs. Nature   | 5. Juni 2007         | —                                     |
| 3   | —               | Mysteries at Sea | 12. Juni 2007        | —                                     |
| 4   | —               | On the Edge      | 19. Juni 2007        | —                                     |

### Serie 2
| Nr. | Deutscher Titel | Originaltitel | Erstausstrahlung USA | Deutschsprachige Erstausstrahlung (D) |
| --- | --------------- | ------------- | -------------------- | ------------------------------------- |
| 1   | —               | Legends       | 17. Juni 2008        | —                                     |
| 2   | —               | Brothers      | 24. Juni 2008        | —                                     |
| 3   | —               | Emergency     | 1. Juli 2008         | —                                     |
| 4   | —               | Deckhands     | 8. Juli 2008         | —                                     |
| 5   | —               | Real Life     | 15. Juli 2008        | —                                     |

### Serie 3
| Nr. | Deutscher Titel | Originaltitel       | Erstausstrahlung USA | Deutschsprachige Erstausstrahlung (D) |
| --- | --------------- | ------------------- | -------------------- | ------------------------------------- |
| 1   | —               | Staying On Course   | 16. Juni 2009        | —                                     |
| 2   | —               | Bering Sea Brothers | 23. Juni 2009        | —                                     |
| 3   | —               | Frozen Crab         | 30. Juni 2009        | —                                     |
| 4   | —               | No Trespassing      | 7. Juli 2009         | —                                     |
| 5   | —               | Life is Good        | 14. Juli 2009        | —                                     |

### Serie 4
| Nr. | Deutscher Titel | Originaltitel         | Erstausstrahlung USA | Deutschsprachige Erstausstrahlung (D) |
| --- | --------------- | --------------------- | -------------------- | ------------------------------------- |
| 1   | —               | The Time Bandit       | 15. Juni 2010        | —                                     |
| 2   | —               | The Northwestern      | 22. Juni 2010        | —                                     |
| 3   | —               | The Wizard            | 29. Juni 2010        | —                                     |
| 4   | —               | The Fleet             | 6. Juli 2010         | —                                     |
| 5   | —               | The Good Captain Phil | 13. Juli 2010        | —                                     |

### Serie 5
| Nr. | Deutscher Titel | Originaltitel | Erstausstrahlung USA | Deutschsprachige Erstausstrahlung (D) |
| --- | --------------- | ------------- | -------------------- | ------------------------------------- |
| 1   | —               | Low Tide      | 14. Juni 2011        | —                                     |
| 2   | —               | Relentless    | 21. Juni 2011        | —                                     |
| 3   | —               | Save Me       | 28. Juni 2011        | —                                     |
| 4   | —               | Fresh Blood   | 5. Juli 2011         | —                                     |
| 5   | —               | High Tide     | 12. Juli 2011        | —                                     |

### Serie 6
| Nr. | Deutscher Titel | Originaltitel    | Erstausstrahlung USA | Deutschsprachige Erstausstrahlung (D) |
| --- | --------------- | ---------------- | -------------------- | ------------------------------------- |
| 1   | —               | The Unexpected   | 19. Juni 2012        | —                                     |
| 2   | —               | Ambition         | 26. Juni 2012        | —                                     |
| 3   | —               | View from Shore  | 3. Juli 2012         | —                                     |
| 4   | —               | Gamblers         | 10. Juli 2012        | —                                     |
| 5   | —               | Fishermen's Code | 17. Juli 2012        | —                                     |
| 6   | —               | Looking Ahead    | 24. Juli 2012        | —                                     |